# Selección de béisbol de Chile
La selección de béisbol de Chile es el equipo oficial que representa a Chile en eventos internacionales de béisbol. El actual mánager es Ian Sommerville. Actualmente ocupa el 61.er lugar del ranking mundial de la Confederación Mundial de Béisbol y Sóftbol (WBSC). Si bien el béisbol no es un deporte muy popular ni arraigado en Chile, ha tenido un importante crecimiento a raíz de la inmigración de personas provenientes del Caribe, en donde el béisbol es un deporte muy popular como es caso de los venezolanos, colombianos y cubanos, quienes incluso han creado clubes dedicados a la difusión de este deporte en Chile. 

## Historia

### Primeros comienzos
El deporte del béisbol se introdujo en Chile el 4 de julio de 1918. En ese momento, la ciudad de Iquique, en el norte de Chile, estaba experimentando un auge salitrero. Sakurada Tatsukichi Endo, un japonés de nombre "John", llegó a Iquique a bordo de un barco llamado Maru. John era un entusiasta del béisbol, que ya era un deporte popular en Estados Unidos, Europa y su Japón natal. En 1931, John, junto con otros ocho jugadores locales, estableció la Asociación de Béisbol de Iquique, convirtiéndose en el primer organismo rector de este deporte en Chile.

### Desarrollo inicial
Las primeras prácticas de béisbol en Iquique se llevaron a cabo en campos improvisados, utilizando equipo deficiente proporcionado por Sakurada. A pesar de estos humildes comienzos, el béisbol pronto comenzó a extenderse a otras ciudades del norte de Chile, incluidas Tocopilla, Antofagasta y Chuquicamata.

### Expansión y Clubes
En 1949 el deporte había llegado a Santiago, donde se establecieron los primeros clubes de béisbol. Los clubes estaban compuestos por un grupo diverso de jugadores, incluidos chilenos, nicaragüenses y venezolanos. En ese mismo año se desarrolló en el norte el primer partido interurbano de la historia del béisbol chileno. En 1951 se fundó la Federación de Béisbol de Chile y en 1953 se estableció un campeonato nacional anual.

### Éxitos y desafíos
La década de 1980 fue una época dorada para el béisbol en Chile, particularmente debido a la desilusión con la actuación de la selección nacional de fútbol en el Mundial de 1982 en España. El béisbol chileno alcanzó un punto culminante cuando participó en la Copa Mundial Juvenil de Béisbol en Japón en 1989. Sin embargo, la victoria del equipo de fútbol Colo-Colo en la Copa Libertadores de 1991 provocó un resurgimiento de la popularidad del fútbol, lo que resultó en un declive para béisbol, así como otros deportes como baloncesto y boxeo.

### Era moderna
Entre 1998 y 2004, el béisbol enfrentó un severo declive, al borde de la extinción del escenario deportivo profesional en Chile. En este período también se produjeron descensos en el baloncesto y el voleibol. La federación de este deporte ha citado la abrumadora popularidad del fútbol y el tenis como grandes desafíos, ya que casi han monopolizado el panorama deportivo en Chile. Actualmente, tras la organización de los Juegos Panamericanos de 2023, la Federación cuenta con un nuevo diamante en la ciudad capitalina de Santiago de Chile, y un equipo de jugadores influenciado por jugadores con doble nacionalidad provenientes principalmente de venezolanos, colombianos y cubanos.

## Participación en copas

### Juegos Panamericanos
- Santiago 2023: 8° puesto (último)

## Jugadores

### Convocatoria actual
Lista de jugadores presentada para enfrentar la fase grupal de los Juegos Panamericanos de 2023.
| Jugador                 | Posición | Edad    | Equipo                        | Liga                                            | Lugar de nacimiento           |
| ----------------------- | -------- | ------- | ----------------------------- | ----------------------------------------------- | ----------------------------- |
| Anderson Castro         | OF       | 21 años |                               |                                                 |                               |
| Manuel Zapata           | IF       | 35 años |                               |                                                 |                               |
| Roberto Martínez        | IF       | 26 años |                               |                                                 |                               |
| Cristóbal Hiche         | OF       | 41 años | Herts Falcons                 | National Baseball League                        | Santiago, Chile               |
| Milovan Troncoso        | P        | 23 años |                               |                                                 |                               |
| Camilo Rivera           | P        | 22 años |                               |                                                 |                               |
| Bogdan Leyton           | P        | 30 años | Baruch Bearcats               | City University of New York Athletic Conference | New York City, Estados Unidos |
| Gabriel Valladares      | C        | 35 años |                               |                                                 |                               |
| Elio Quiñones           | OF       | 41 años |                               |                                                 |                               |
| Nelson Varas            | P        | 34 años |                               |                                                 |                               |
| Luciano Morales         | P        | 31 años |                               |                                                 |                               |
| Luciano Echeverría      | P, IF    | 23 años |                               |                                                 |                               |
| Yerko Mora              | P, IF    | 20 años |                               |                                                 |                               |
| Andrés Rodríguez        | P, OF    | 34 años |                               |                                                 |                               |
| David Rubio             | IF       | 26 años |                               |                                                 |                               |
| José Hernández          | OF       | 31 años |                               |                                                 |                               |
| Allan Chu               | IF       | 22 años | Carl Sandburg Chargers        | Arrowhead Conference                            | Panama City, Panama           |
| Joaquín Quiroz          | C        | 24 años |                               |                                                 |                               |
| Benjamín Munder         | P, OF    | 20 años |                               |                                                 |                               |
| Javier Branco Vargas    | P        | 22 años |                               |                                                 |                               |
| Felipe Rubio            | IF       | 29 años |                               |                                                 |                               |
| Benjamín Meza           | C        | 26 años | Dominican University Chargers | Central Atlantic Collegiate Conference          | Miami, United States          |
| Sebastián Vega          | P        | 29 años |                               |                                                 |                               |
| Emilio Germann-Cisterna | P        | 20 años | George Brown Huskies          | Ontario Colleges Athletic Association           | Waterloo, Canada              |